# Карма Нидуп
Карма Нидуп (англ. Karma Nidup; нар. 31 грудня 1993, Бутан) — бутанський футболіст, захисник клубу «Тертон» та національної збірної Бутану.

## Клубна кар'єра
Футбольну кар'єру розпочав у «Друк Юнайтед», у футболці якого дебютував у Лізі чемпіонів АФК. У 2015 році перейшов до «Тхімпху Сіті». З 2016 року захищає кольори клубу «Тертон».

## Кар'єра в збірній
Свій перший матч за національну збірну зіграв проти Мальдів, в якому бутанці перемогли з рахунком 4:3. Було відзначено хорошу гру захисника в матчі, адже це рідкісний результат для команди із великою кількістю поразок. У 2015 році був учасником матчу першого раунду кваліфікації чемпіонату світу проти Шрі-Ланки. Грав також у матчах другого кваліфікаційного раунду вище вказаного турніру. Учасник Чемпіонату федерації футболу Південної Азії 2015 року.

## Особисте життя
Станом на 2015 року навчався на другому курсі Королівського коледжу Тхімпху за спеціальністю маркетинг, а також грав у футбольній команді коледжу.